# 鲜花圣若瑟圣殿
鲜花圣若瑟圣殿（Basílica de San José de Flores）是一座罗马天主教宗座圣殿，供奉圣若瑟，位于阿根廷布宜诺斯艾利斯弗洛雷斯区的商业和社交中心、历史事件的发生地，普埃雷东广场（Plaza Pueyrredón），又名弗洛雷斯广场（Plaza Flores）。它建于19世纪80年代，风格是折衷主义。

## 历史
1803年，布宜诺斯艾利斯的新主教贝尼托·吕埃·里加决定建立新的城镇，拉蒙·弗朗西斯科·弗洛雷斯家族捐赠了一个街区，用于建造未来的堂区教堂，另一个街区用来建造一个广场，第三个街区用来设立公共屠宰场。三年后，1806年5月31日正式成立了圣何塞·德弗洛雷斯堂区。
第一座教堂是由木头和稻草搭建的简易教堂。米格尔·加西亚神父筹集资金，准备建造一座正式的教堂。新教堂由费利佩·塞尼洛萨设计，于1810年2月19日奠基，但由于缺乏资金，到5月12日停工。1810年2月18日恢复开工，同年5月10日再次停工。这座教堂的施工进度缓慢，20年后，到1831年12月11日，才建成一座古典主义教堂，由马里亚诺·梅德拉诺·卡布雷拉主教祝圣，总督到场庆祝。门廊和第二座钟楼一直到1833年才最终完工。这座教堂一直使用到1883年。
1878年4月，费利西亚诺·德维塔神父接管了堂区，他计划建造一座新教堂，因为教堂已无法容纳所有人，而且与该地区富裕家庭建造的大型住宅格格不入。1879年5月4日新教堂奠基，两个月后，即1879年7月23日，意大利建筑师贝尼托·帕南齐和埃米利奥·伦巴多负责完成了这项工作。1883年2月18日，教堂由费德里科·阿内罗斯主教祝圣。
1912年1月20日，教宗庇护十世将该堂升格为宗座圣殿。1916年7月1日，该堂供奉耶稣圣心。1956年10月28日，正祭台的圣若瑟像得到教宗加冕。2014-15年，该堂内部进行全面修复。

## 建筑
教堂的设计风格是折衷主义，带有强烈的古典主义和新巴洛克风格。柱廊后面是三个中殿，中堂设有筒形穹顶。